# Harnischia burganadzae
Harnischia burganadzae är en tvåvingeart som först beskrevs av Chernovskij 1949.  Harnischia burganadzae ingår i släktet Harnischia och familjen fjädermyggor. Inga underarter finns listade i Catalogue of Life.